# Club Sportivo Independiente Rivadavia
Maillots
Actualités
Le Club Sportivo Independiente Rivadavia est un club argentin de football basé à Mendoza.

## Personnalités liées au club
- Daniel Vila a été président de ce club